# Drubec
Drubec település Franciaországban, Calvados megyében. Lakosainak száma 111 fő (2022. január 1.). Drubec Beaumont-en-Auge, Clarbec és Valsemé községekkel határos.

## Népesség
A település népességének változása:
| Lakosok száma | 109  | 85   | 95   | 110  | 110  | 114  | 118  | 116  | 114  | 111  |
|               | 1968 | 1982 | 1990 | 2006 | 2013 | 2015 | 2017 | 2019 | 2020 | 2022 |